# Suzanne de Court
Pour les articles homonymes, voir Court.

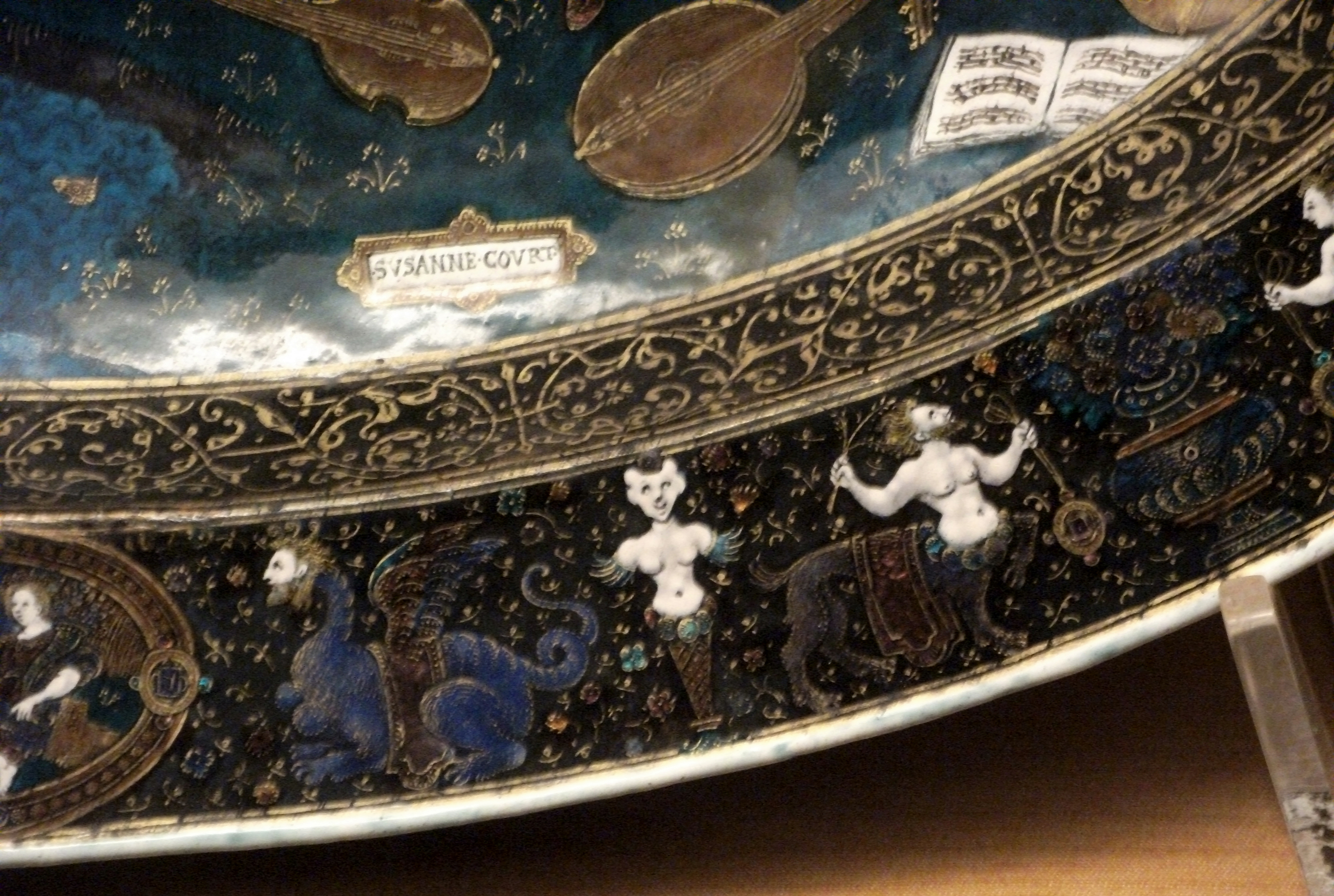
Signature sur un plateau, British Museum

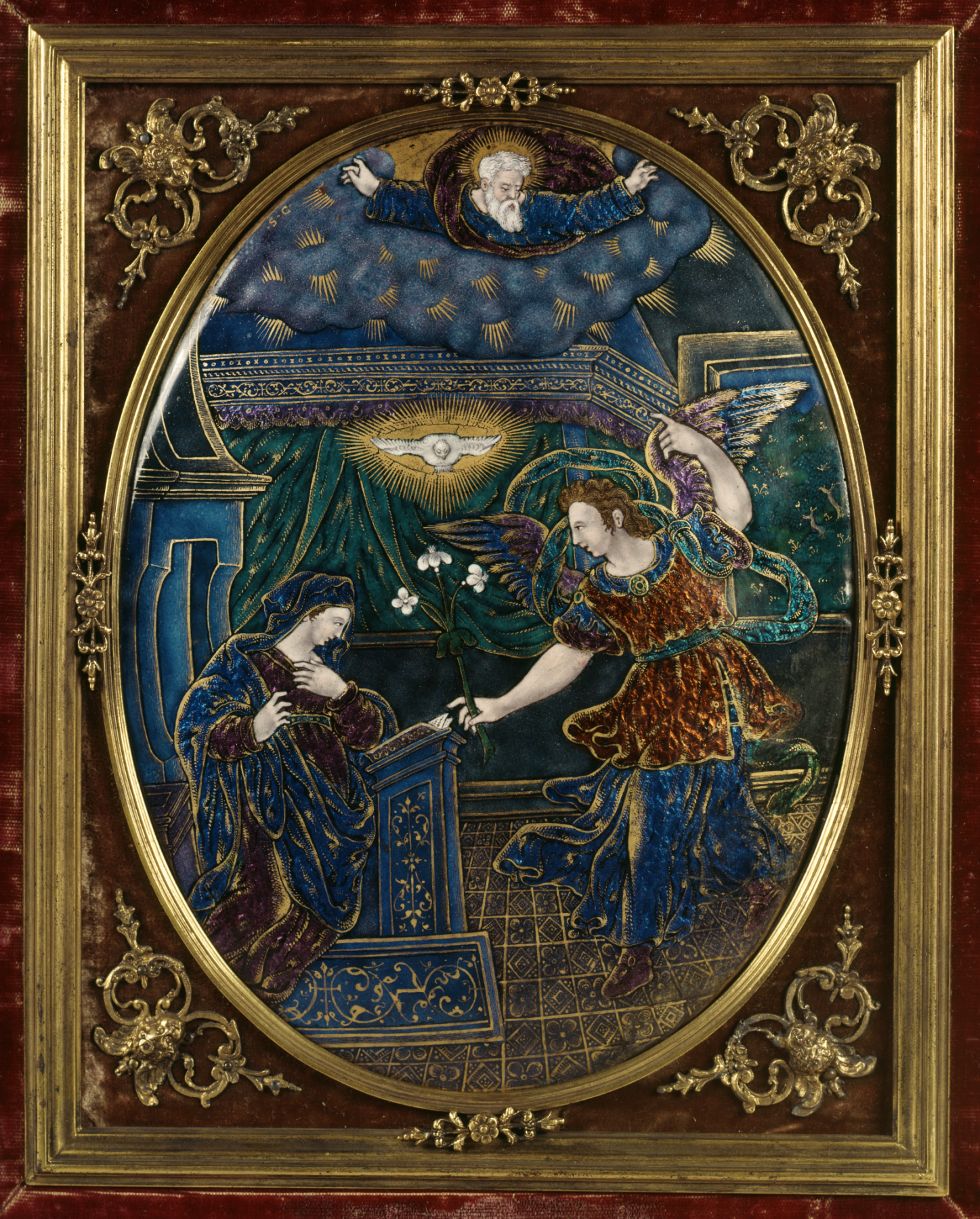
Plaque ovale avec l'Annonciation, Walters Art Museum

Suzanne de Court est une émailleuse française des ateliers de Limoges aux XVIe et XVIIe siècles.  
Elle dirige probablement un atelier d'une taille significative qui produit des pièces de la plus haute qualité. 

## Biographie

### Identification
Suzanne de Court est la seule femme que l'on puisse identifier pour avoir signé des pièces de Limoges, bien que cela puisse être en sa qualité de propriétaire de l'atelier ; une seule autre femme peintre émailleur est répertoriée dans la période,. Aucun de ses travaux n'est daté mais on pense qu'elle fut active au maximum entre 1575 et 1625 et principalement autour de 1600. Elle est vraisemblablement la fille de Jean de Court qui appartient à une dynastie de peintres sur émail de Limoges. 
Cette dynastie familiale dirige un atelier de fabrication d'émaux de Limoges depuis plusieurs générations. Ils sont huguenots, ce qui peut expliquer pourquoi il n'y a aucune trace de Suzanne de Court dans les registres paroissiaux. Le seul document connu la mentionnant a disparu au XIXe siècle. Suzanne fut un nom commun chez les huguenots. 

### Nom de famille
Il n'est pas clair si son nom de famille est de Court par naissance ou par mariage. Souvent, les pièces ne portent que "SC", ou parfois son nom complet, comme illustré. Ses formes de signature incluent : « SUSANNE COURT, SUSANNE DE COURT, SC ou SDC », généralement sur le devant des pièces. 

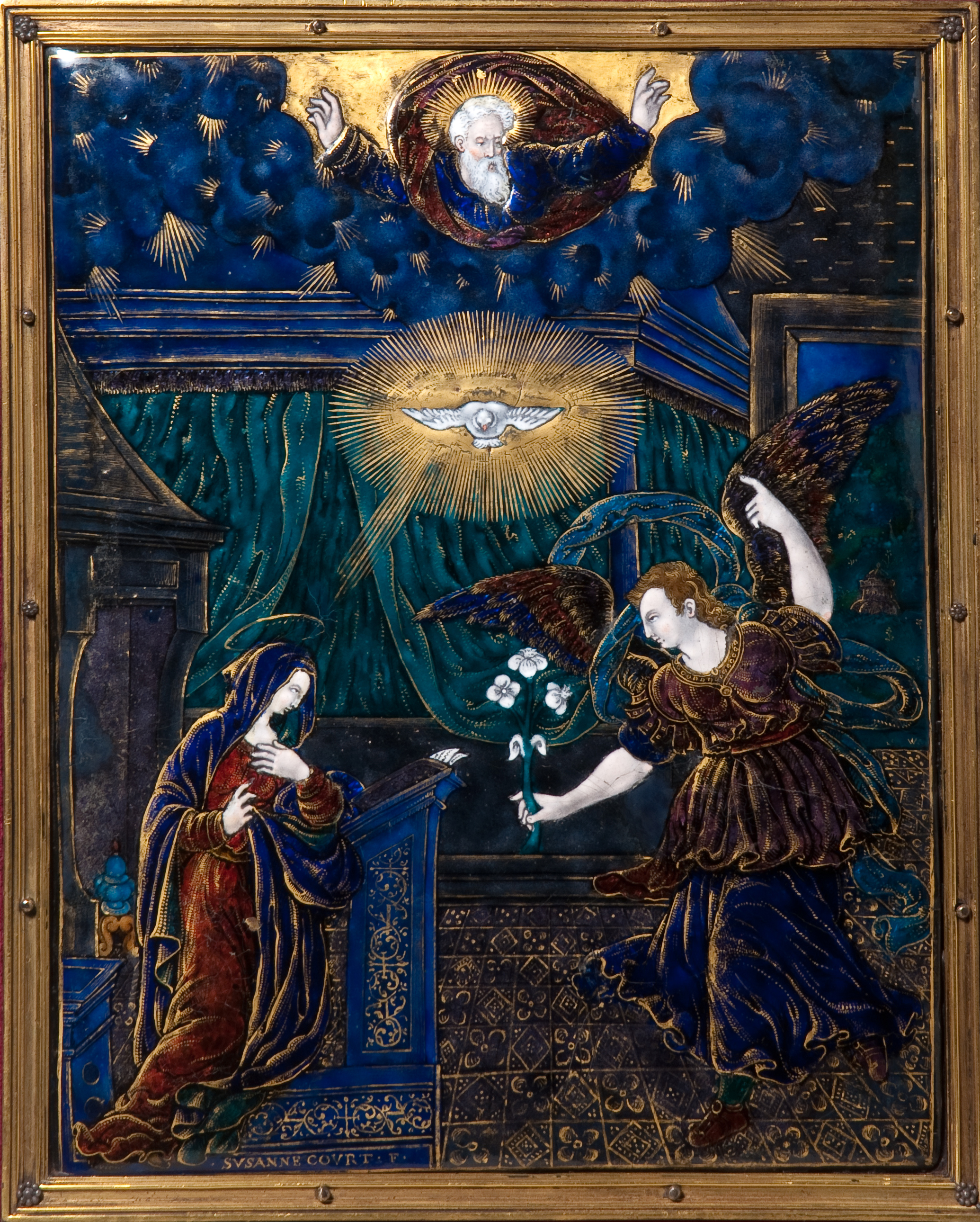
Suzanne de Court, Plaque représentant l'Annonciation, v. 1600 au manoir de Waddesdon

## Œuvre
Selon le British Museum, Suzanne de Court est  « réputée pour son travail avec des émaux translucides sur papier d'aluminium et pour son talent de dessinatrice ; spécialisée dans les scènes profanes, généralement mythologiques ». 

Les scènes qu'elle peint sont souvent copiées d'estampes italiennes, où les scènes religieuses sont répandues à la fois en estampe et en émail. Cela témoigne de la prolifération des scènes religieuses à travers l'Europe qui deviennent une partie importante de la culture populaire, illustrée sur des plaques de l’époque. Alors que les émailleurs réduisent la taille des plaques, en réponse au déclin du mécénat royal et aristocratique au XVIIe siècle, des historiens comme Michaela Daborn s'interrogent sur la manière dont les scènes de du Court auraient été présentées.
On ne sait pas comment de telles plaques auraient été exposées. Les inventaires indiquent qu'elles pouvaient être accrochés dans des cadres contenant plusieurs plaques de sujets variés, ou qu'elles étaient rangés dans des armoires ou des bureaux.
L'œuvre de Susanne de Court se caractérise par des tons variés de bleus et de verts avec des teintes de chair blanche, et par une technique picturale délicate. Son travail est dans plusieurs musées français, et la plupart des autres grandes collections d'émaux peints de Limoges comme le British Museum, Waddesdon Manor. la Frick Collection, le Princeton University Art Museum, le Metropolitan Museum of Art, et le Walters Art Museum.